# Basket Ferentino 2011-2012

## Roster 2011-12
| Num. | Naz.              | Giocatore               | Anno | Alt. (cm) | Ruolo     |
| ---- | ----------------- | ----------------------- | ---- | --------- | --------- |
| 4    | Italia (bandiera) | Francesco Guarino       | 1979 | 182       | Playmaker |
| 6    | Italia (bandiera) | Lorenzo Panzini         | 1990 | 188       | Playmaker |
| 7    | Italia (bandiera) | Antonio Iannuzzi        | 1991 | 208       | Centro    |
| 8    | Italia (bandiera) | Salvatore Parrillo      | 1992 | 190       | Guardia   |
| 10   | Italia (bandiera) | Fabio Forletta          | 1993 | 190       | Ala       |
| 11   | Italia (bandiera) | Gian Andrea Fratini     | 1990 | 188       | Guardia   |
| 12   | Italia (bandiera) | Vincenzo Roffi Isabelli | 1994 | 185       | Ala       |
| 14   | Italia (bandiera) | Francesco Ihedioha      | 1986 | 196       | Ala       |
| 15   | Italia (bandiera) | Fabio Marcante          | 1980 | 196       | Guardia   |
| 16   | Italia (bandiera) | Luca Pongetti           | 1990 | 200       | Ala       |
| 19   | Italia (bandiera) | Manuel Carrizo          | 1980 | 198       | Guardia   |
| 20   | Italia (bandiera) | Filippo Gagliardo       | 1978 | 208       | Centro    |